# Partit Nacional de Corea
El Partit Nacional de Corea (en coreà: 한국국민당; RR: Hangukgukmindang) va ser un partit polític conservador de Corea del Sud.

## Història
El PNC es va fundar el 23 de gener de 1981 com a organització successora del Partit Republicà Demòcrata, el partit del règim dictatorial de Park Chung-hee. Kim Jong-cheol va ser escollit líder del partit i candidat a les eleccions presidencials del mateix any, obtenint un 1.6% dels vots i la tercera posició. A les eleccions parlamentàries de març de 1981, el partit va rebre el 13,3% dels vots, guanyant 25 escons i convertint-se en el tercer partit més important a l'Assemblea Nacional. A les següents eleccions legislatives de 1985 van reduir el seu suport al 9,2%, obtenint vint escons.
Dos anys més tard, a l'octubre de 1987, el partit va patir una forta crisi fruit del retorn a la política de l'ex-Primer Ministre Kim Jong-pil, el qual estava fundant el Nou Partit Republicà Democràtic, provocant la deserció de vuit diputats del PNC, mentre que altres vuit passaven al Partit de la Justícia Democràtica del dictador Chun Doo-hwan.
Amb la pèrdua de la majoria de diputats i la disminució de suport entre l'electorat conservador, el partit va rebre tan sols un 0.2% dels vots a les eleccions legislatives de 1988, dissolent-se el 29 d'abril del mateix any.

## Resultats electorals
| Any  | Líder          | Vots      | %    | Escons   | Escons | Escons   | Escons | Pos. | Govern            |
| Any  | Líder          | Vots      | %    | Circum.  | Llista | Total    | +/–    | Pos. | Govern            |
| ---- | -------------- | --------- | ---- | -------- | ------ | -------- | ------ | ---- | ----------------- |
| 1981 | Kim Jong-cheol | 2,147,293 | 13.3 | 18 / 184 | 7 / 92 | 25 / 276 | Nou    | 3r   | Oposició          |
| 1985 | Kim Jong-cheol | 1,828,744 | 9.2  | 15 / 184 | 5 / 92 | 20 / 276 | 5      | 4t   | Oposició          |
| 1988 | Lee Man-sup    | 65,032    | 0.2  | 0 / 224  | 0 / 75 | 0 / 299  | 20     | 7è   | Extraparlamentari |